# Stomu Yamashta
Stomu Yamashta (született Jamasita Cutomu, Kiotó, 1947. március 15. –) japán ütős és billentyűs hangszereken játszó muzsikus és zeneszerző. Nevét a lemezein néha  Stomu Yamash'ta-ként tüntetik fel.
Játszott a Chicago Chamber Orchestrában és Come to the Edge nevű rock együttesben. Dobolni tanult a Berklee School of Jazzen. Zenét szerzett a  British Royal Ballet részére, és ugyancsak komponált  David Bowie filmjéhez a The Man Who Fell to Earth-höz (A Földre pottyant ember) és Ken Russell The Devils (Az ördögök) című alkotásához.
Tagja volt a Go nevű szupergrupnak Steve Winwood, Al Di Meola, Klaus Schulze és Michael Shrieve társaságában.

## Diszkográfia
- El Cimarrón (1970.)
- Red Buddha (1971.)
- Der langwierige Weg in die Wohnung der Natascha Ungeheuer (1971.)
- Sunrise From West Sea (1971., élő)
- Henze/Takemitsu/Maxwell Davies (1972.)
- Contemporary Works (1972.)
- Floating Music (1972.)
- Stomu Yamashta's Red Buddha Theatre: The Soundtrack from "The Man from the East" (1973., élő)
- Freedom Is Frightening (1973.)
- Takemitsu Ishi (1973.)
- One by One (1974.)
- Raindog (1975.)
- Go (1976.)
- Go Live From Paris (1976.)
- Go Too (1977.)
- Hito (1980.)
- Iroha-ten/chi(1981.)
- Iroha-sui (1982.)
- Tempest (1982.)
- Iroha-ka (1983.)
- Sea and Sky (1983.)
- Kukai (1984.)
- Solar Dream, Vol. 2: Fantasy of Sanukit (1990.)
- Solar Dream, Vol. 1: The Eternal Present (1993.)
- Solar Dream, Vol. 3: Peace and Love (1997.)
- A Desire of Beauty & Wonder Stone Part 1(1999.)
- Listen to the Future, Volume 1 (2001.)
- Tofu(2002.)

Space Theme című alkotását a BBC használta fel a The Hitchhiker's Guide to the Galaxy című rádió-sorozathoz.

## Külső hivatkozások
- Stomu Yamashta rajongói oldala
- Stumu Yamash'ta és a Go

## Fordítás
- Ez a szócikk részben vagy egészben  a   Stomu Yamashta című angol Wikipédia-szócikk ezen változatának fordításán alapul.  Az eredeti cikk szerkesztőit annak laptörténete sorolja fel. Ez a jelzés csupán a megfogalmazás eredetét és a szerzői jogokat jelzi, nem szolgál a cikkben szereplő információk forrásmegjelöléseként.